# Œil de Sainte Lucie

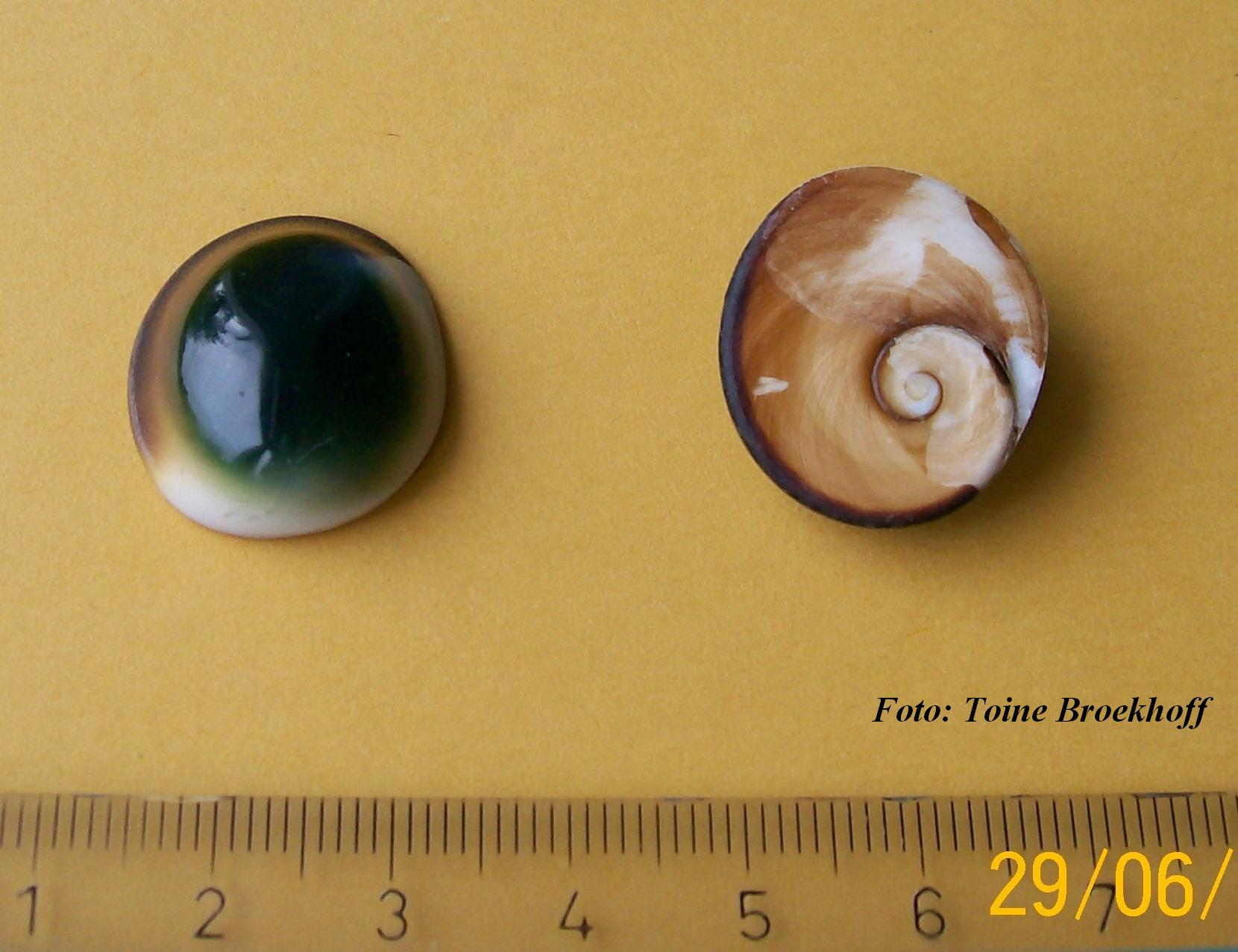
Œil de Shiva : opercules de Turbo petholatus

L'expression Œil de Sainte Lucie, « œil de Vénus » ou encore « œil de la Vierge » (parfois « œil de Shiva » pour les espèces tropicales), désigne l'opercule minéralisé d'un mollusque de la famille des Turbinidae (ordre des Archaeogastropoda), le Bolma rugosa. 
De tels opercules sont relativement fréquents sur les rivages méditerranéens, notamment en Corse, où ils sont laissés par l'Astrée rugueuse (nom scientifique du coquillage : Bolma rugosa, syn. Astraea rugosa), mais aussi dans plusieurs pays tropicaux via d'autres espèces de la même famille.

## Description
L’œil de Sainte Lucie ressemble grossièrement à un coquillage, plat sur un côté avec une spirale sur fond clair (couvert d'une cuticule brune sur un opercule frais), et bombé de l'autre avec le plus souvent (mais suivant les espèces) une tache orange ou verte sur fond blanc, pouvant ressembler à un œil. Cependant, l'objet est plein et non pas creux, ce qui le distingue à coup sûr de n'importe quelle coquille. 
Suivant les espèces, la taille et les motifs de ces opercules sont variables ; chez certaines espèces tropicales ils peuvent atteindre la taille d'une petite assiette.

## Usages

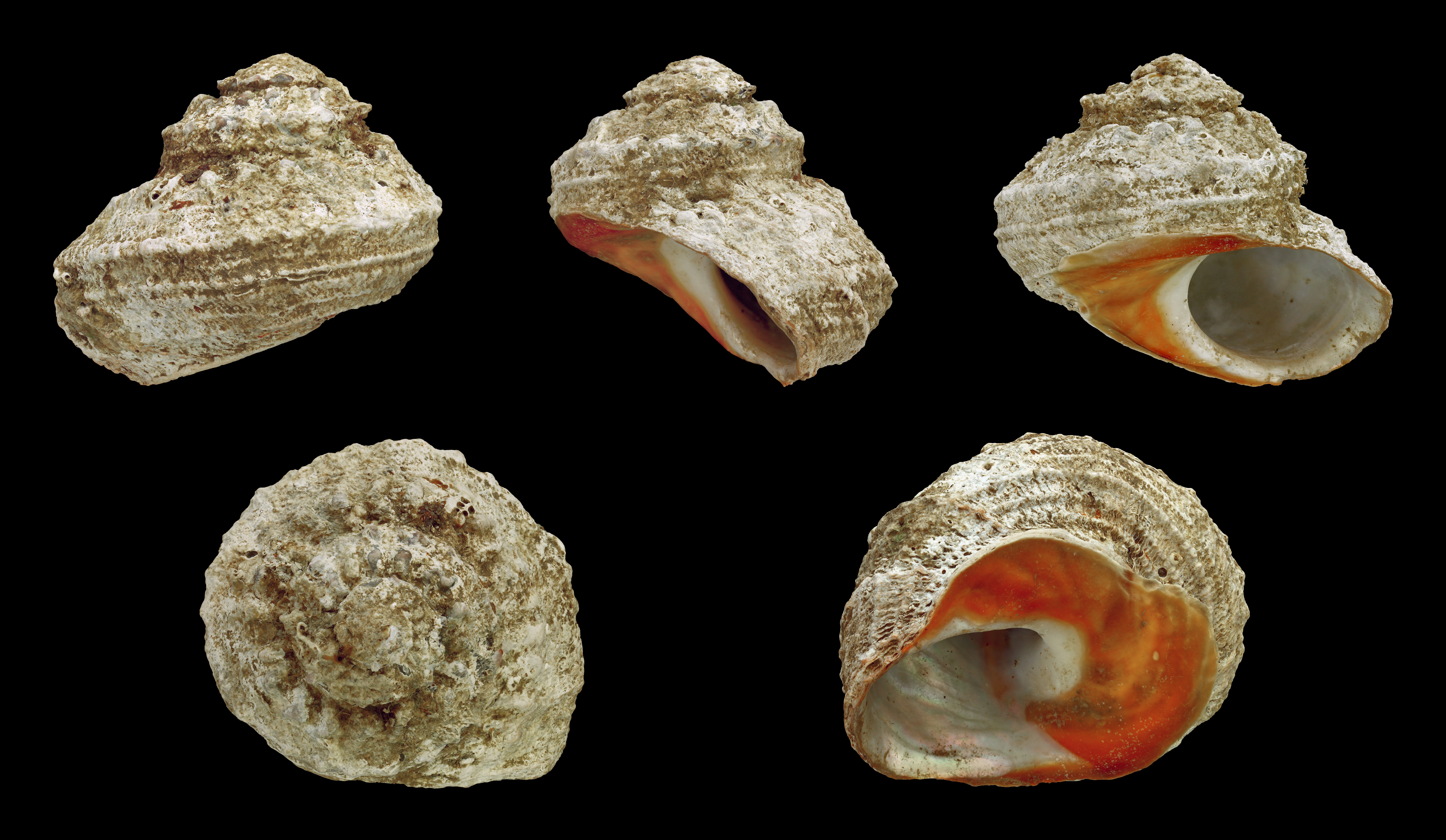
Bolma rugosa, principale espèce méditerranéenne de Turbinidae.

En Corse, on les trouve sur les plages ou en plongée à faible profondeur. Il est utilisé comme pendentif et on lui prête des vertus de porte-bonheur.
Les opercules des espèces des mers tropicales du genre Turbo sont beaucoup plus courantes et massives, et souvent commercialisés sous le nom de cats eye (« Œil de chat ») ou plus récemment Shiva's eye (« Œil de Shiva ») dans l'océan indien. Ces porte-bonheurs exotiques sont reconnaissables à leur forme plus ronde, face opposée, très bombée, varie du brun au bleu en passant par le orangé ou le vert. Ces teintes se retrouvent dans la spirale.

## Galerie

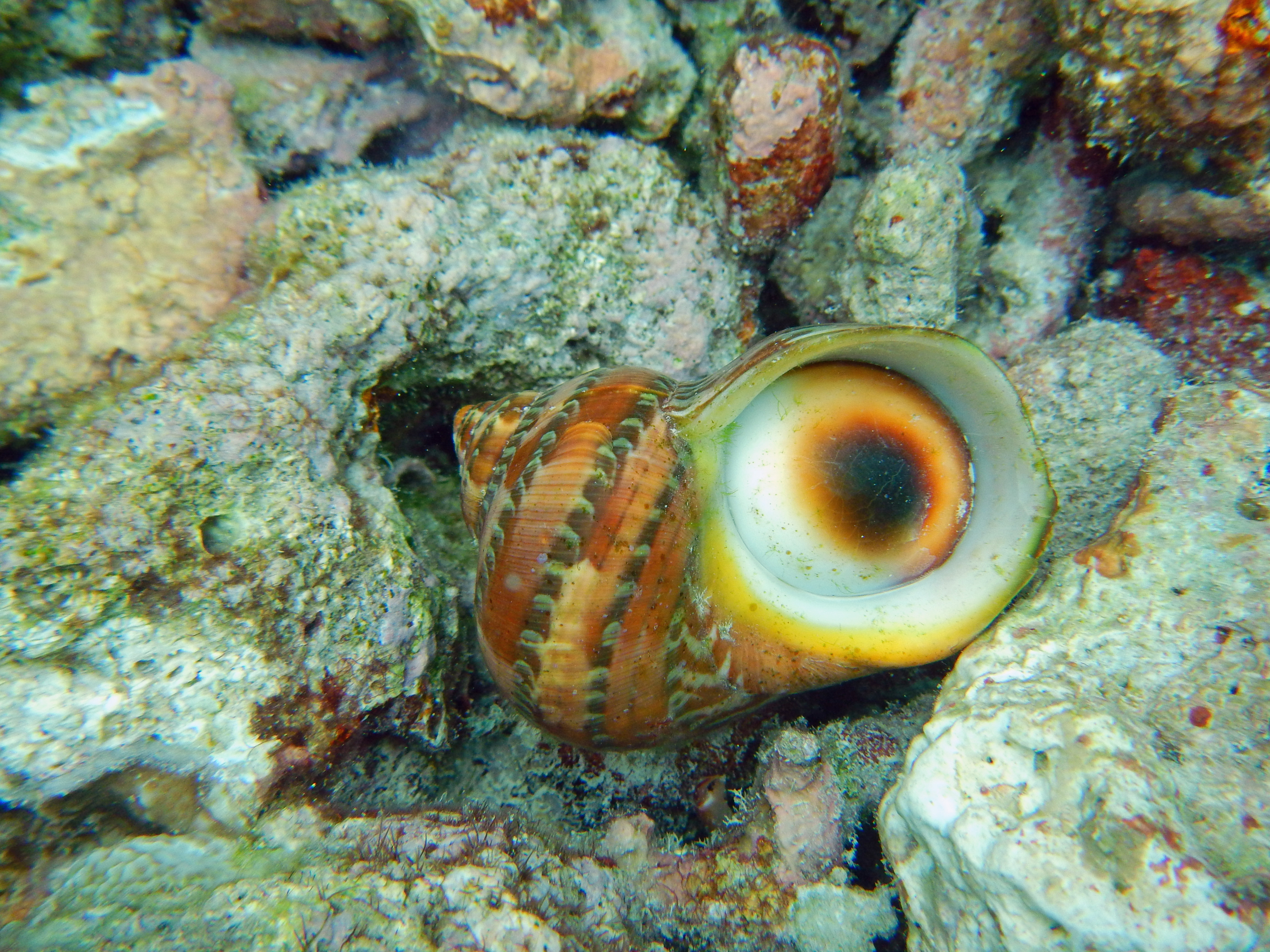
Un Turbo petholatus aux Maldives, une des espèces tropicales souvent exploitées.
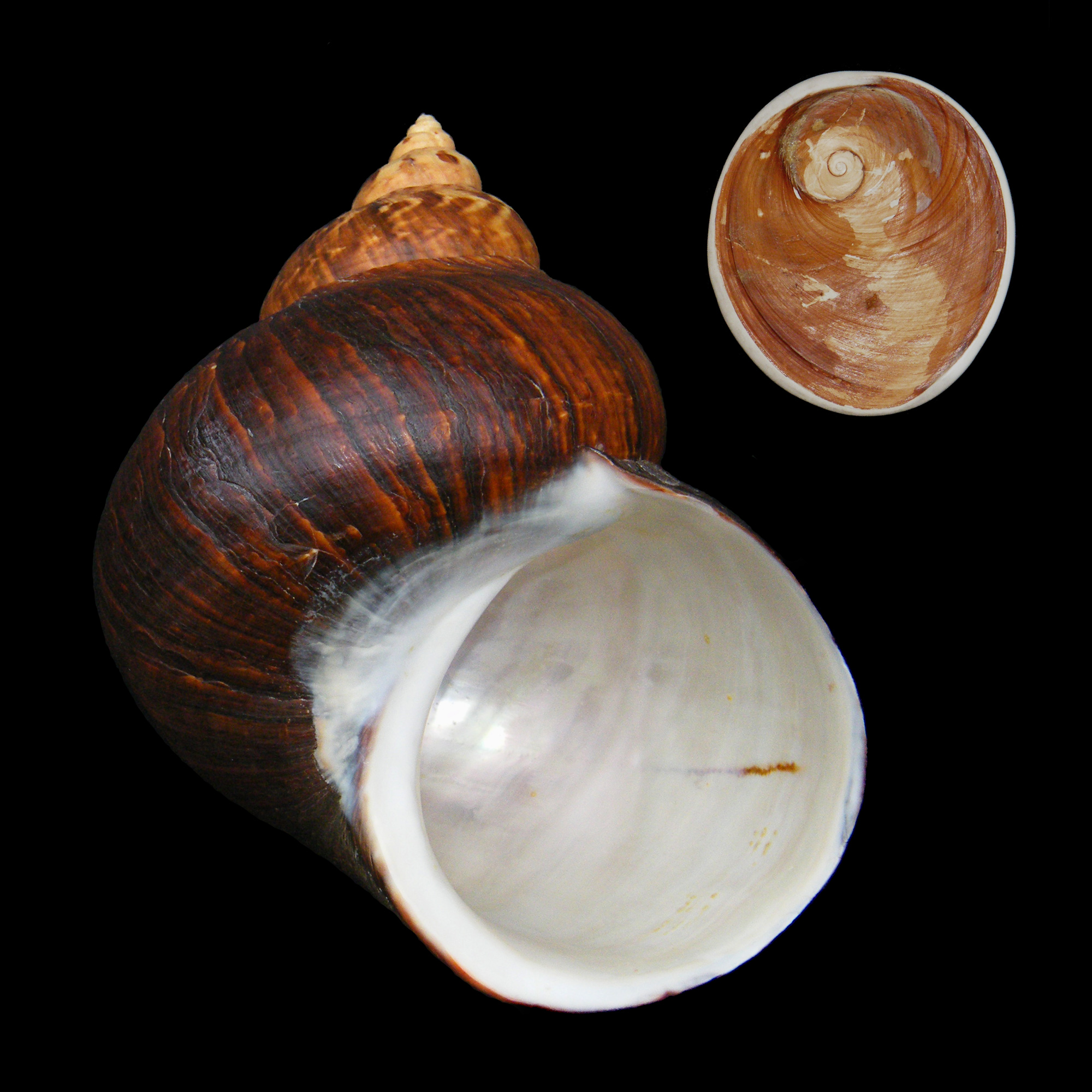
Coquille de Turbo jourdani avec son opercule
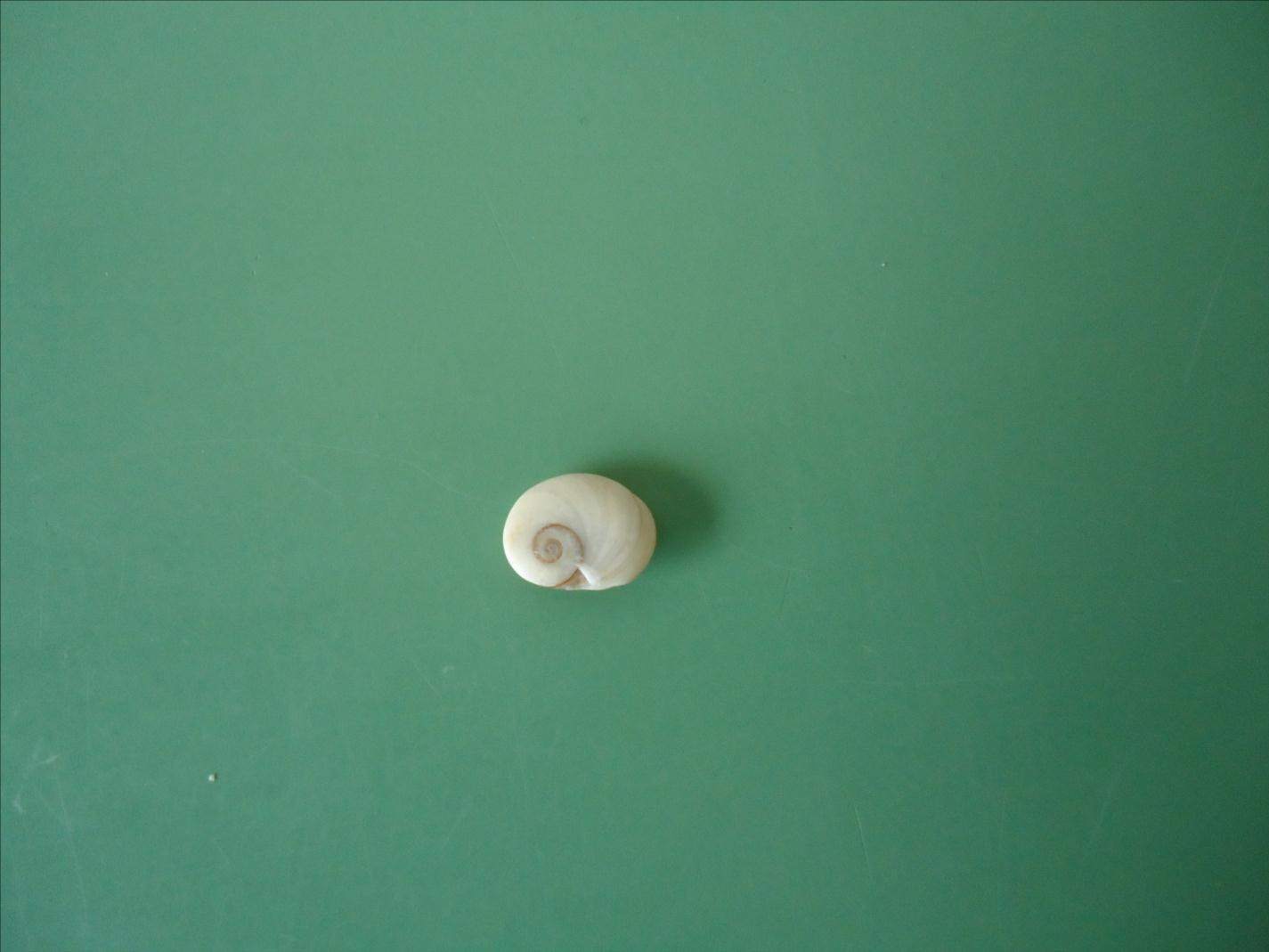
Face interne (espèce européenne)
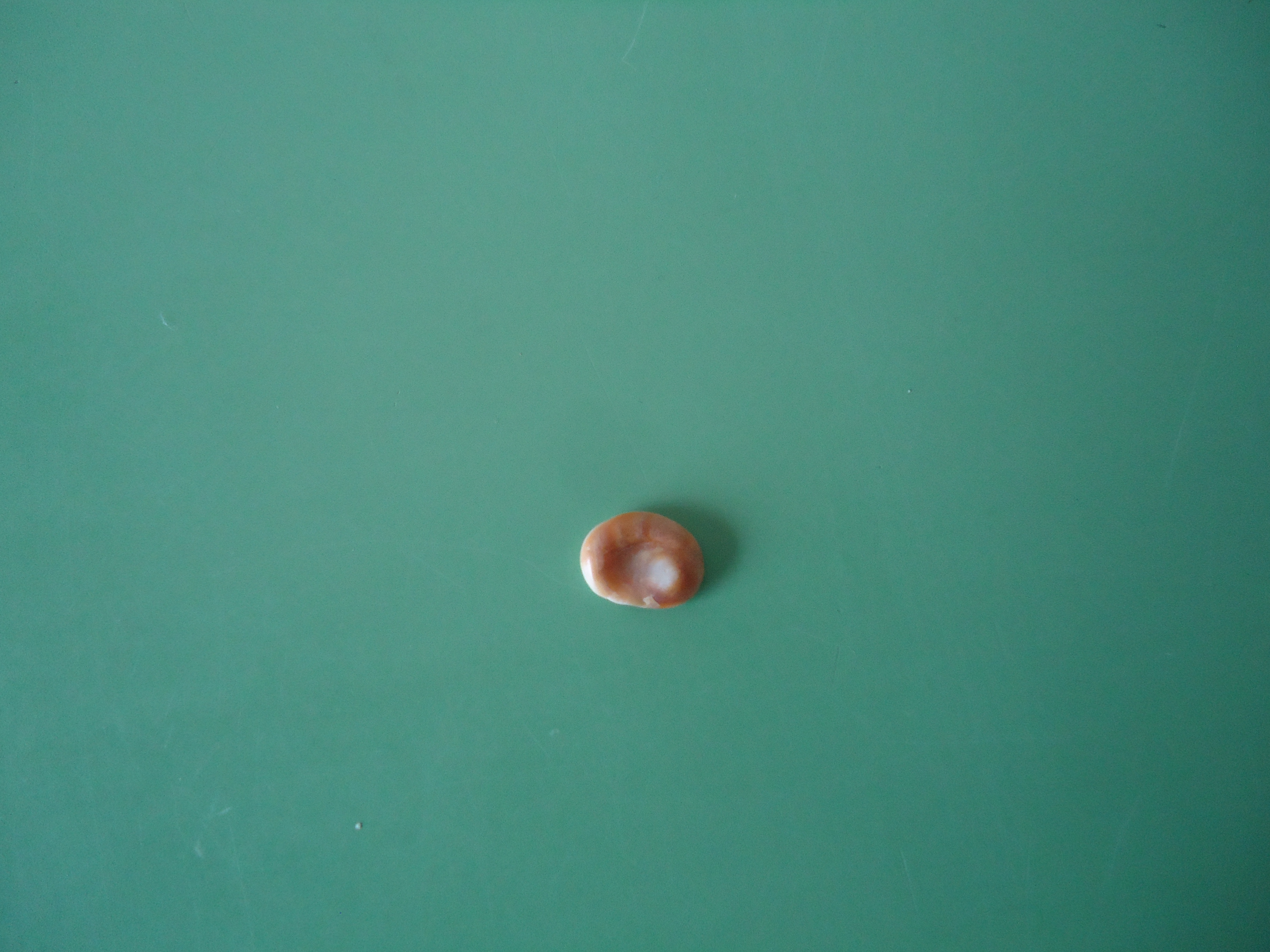
Face externe
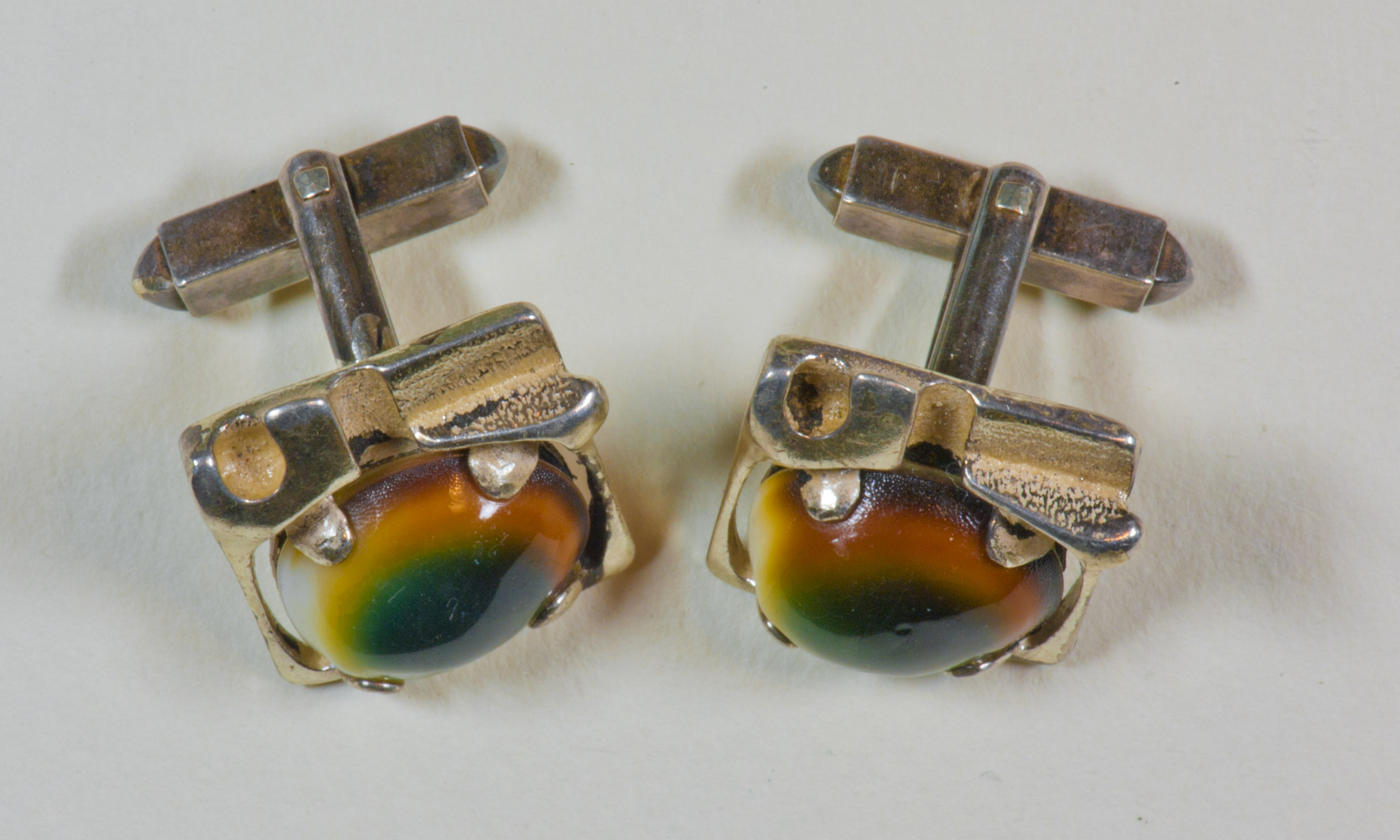
Exemple d'usage : boutons de manchettes en opercules de Turbo petholatus
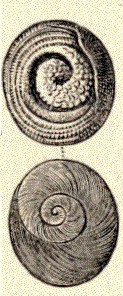
Dessin naturaliste des deux faces